# Blechnum venosum
Blechnum venosum là một loài dương xỉ trong họ Blechnaceae. Loài này được Copel. mô tả khoa học đầu tiên năm 1938.
Danh pháp khoa học của loài này chưa được làm sáng tỏ. 